# Henry Vollmer
Henry Vollmer (ur. 28 lipca 1867 w Davenport, zm. 25 sierpnia 1930 w Piedmont) – amerykański polityk, członek Partii Demokratycznej.

## Działalność polityczna
Od 1893 do 1897 był burmistrzem Davenport. W okresie od 10 lutego 1914 do 3 marca 1915 przez jedną kadencję był przedstawicielem 2. okręgu wyborczego w stanie Iowa w Izbie Reprezentantów Stanów Zjednoczonych.